# Phyllostachys carnea
Phyllostachys carnea är en gräsart som beskrevs av Guang Han Ye och Zheng Ping Wang. Phyllostachys carnea ingår i släktet Phyllostachys och familjen gräs. Inga underarter finns listade i Catalogue of Life.